# Phụ Sa
Phụ Sa (chữ Hán giản thể: 阜沙镇, âm Hán Việt: Phụ Sa trấn là một trấn thuộc địa cấp thị Trung Sơn, tỉnh Quảng Đông, Cộng hòa Nhân dân Trung Hoa. Trấn này nằm ở bắc trung bộ Trung Sơn, có diện tích 37,01 km2, dân số hộ tịch là 33.400 người, dân số phi hộ tịch là 18.700 người. Về mặt hành chính, trấn Phụ Sa được chia ra thành 8 thôn (Vệ Dân, Ngưu Giác, Phụ Đông, La Tùng, Phụ Sa, Đại Hữu, Phong Liên, Thượng Nam) và 1 xã khu Phụ Vu.